# Elepoli

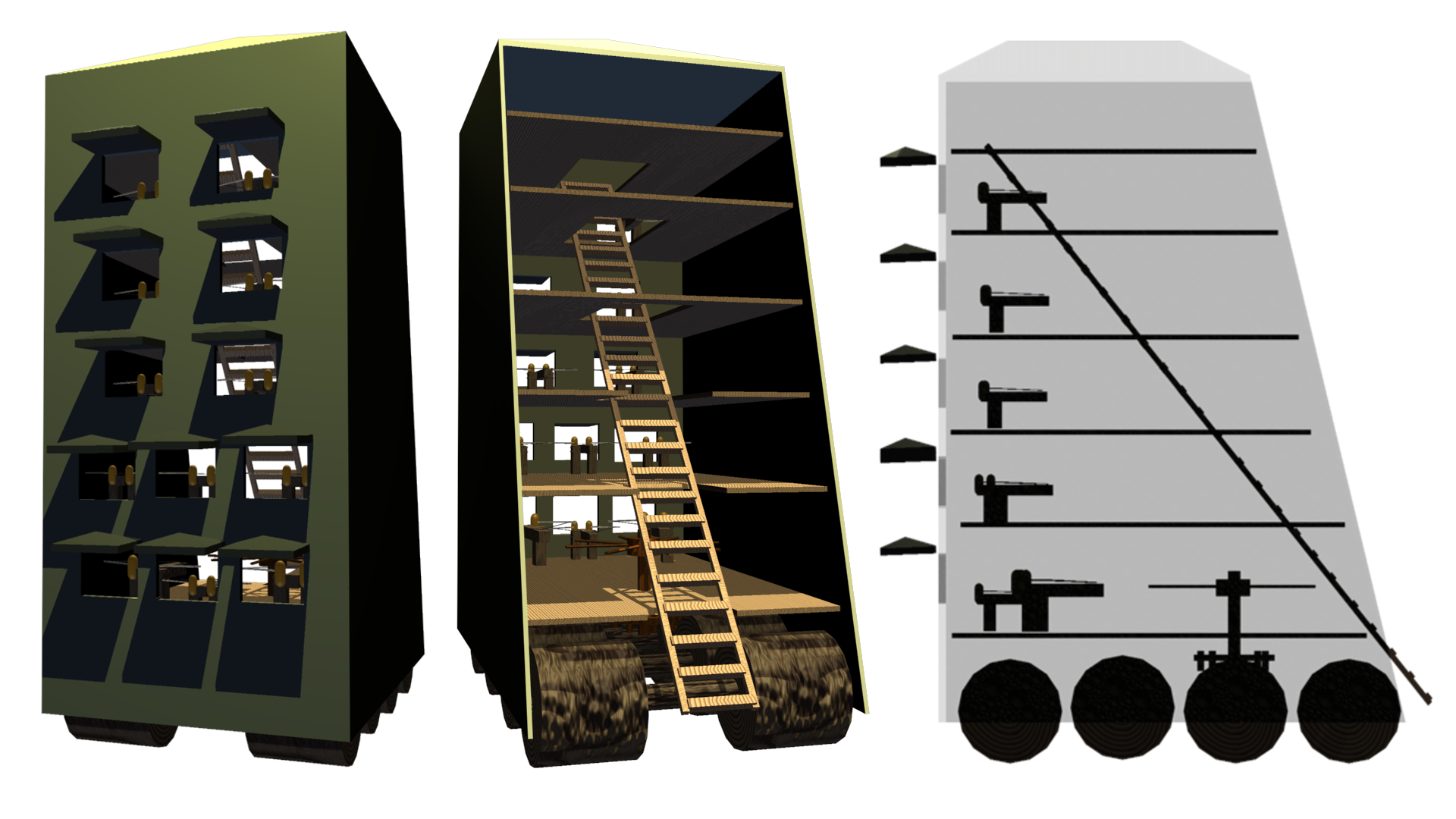
Esempio di una struttura di una elepoli

L'elepoli (dal greco antico ἑλέπολις, "prenditore di città") o castello o torre, era una macchina d'assedio militare dell'antichità teorizzata da Polieido di Tessaglia, migliorata da Demetrio I Poliorcete ed Epimaco di Atene e utilizzata per l'attacco fallito alle mura della città di Rodi nel 305 a.C..

## Descrizione
L'elepoli era costituito da una grande torre di legno, con ciascun lato alto circa 41 metri e largo 20 metri, la quale, dopo aver colmato il fosso di difesa, veniva accostata dagli assalitori alle mura della città assediata. Dalla sommità di questa torre o castello si lanciavano frecce, dardi, fuochi e pietre sui difensori per cercare di allontanarli dalle mura. Calando, quindi, un ponte sui parapetti, gli assedianti tentavano di entrare nella città fortificata.
Esso poggiava su otto ruote con un diametro di circa 4 metri con un angolo d'incidenza che permetteva movimenti rettilinei e laterali, in modo che l'intero apparato fosse in grado di girarsi verso il punto da attaccare, mantenendo la base diretta verso le mura, tenendo così il corpo protettivo della macchina tra gli assaliti e gli uomini che operavano sulla struttura. I tre lati esposti erano resi ignifughi tramite l'applicazione di placche di ferro, e l'interno era diviso in piani uniti da due rampe di scale, una per la salita ed una per la discesa.
L'elepoli vantava un temibile armamento pesante, con due catapulte da 82 kg ed una da 27 kg (classificate in base al peso dei proiettili lanciati) al primo piano, tre da 27 kg al secondo e due da 14 kg su ognuno degli altri cinque piani. Le aperture, schermate da imposte meccaniche e rivestite con pelli di lana e alghe umide per proteggerla dai tentativi d'incendio, si trovavano nella parete anteriore della torre per ospitare le armi. Nel piano inferiore spesso si collocava l'ariete per battere le mura e in ognuno dei due piani superiori i soldati potevano usare due grandi balestre.
La macchina pesava 160 tonnellate, e richiedeva 3400 uomini per spostarla, 200 per girare una leva che operava sulle ruote tramite una cinghia, ed il resto per spingerla da dietro. Se le cifre sono precise, si trattava della più grande e potente macchina d'assedio mai costruita.

## Storia
Venne inventata da Polieido di Tessaglia e migliorata da Demetrio I Poliorcete ed Epimaco di Atene in occasione del fallimentare assedio di Rodi del 305 a.C., basandosi sul precedente progetto meno imponente usato contro gli egiziani nei pressi di Salamina a Cipro (305–304 a.C.). Sue descrizioni furono fatte da Dioclide di Abdera, Marco Vitruvio Pollione, Plutarco e nell'Athenaeus Mechanicus.
Quando l'elepoli fu spinto verso le mura cittadine, gli abitanti di Rodi riuscirono a scardinare alcune placche di metallo, e Demetrio ordinò la ritirata dalla battaglia per evitare di subire un incendio. In seguito al fallimento dell'assedio, l'elepoli e le altre macchine d'assedio furono abbandonate, e leggenda vuole, gli abitanti di Rodi ne fusero il metallo e vendettero le armi abbandonate usando i soldi ricavati per costruire una statua dedicata al loro dio principale, Elio, il Colosso di Rodi, una delle sette meraviglie del mondo antico.
Marco Vitruvio Pollione offre una versione differente della vicenda, in cui gli abitanti di Rodi pregarono Diogneto, allora architetto cittadino di Rodi, di trovare un modo per conquistare l'elepoli. Con la copertura della notte fece scavare un buco nelle mura, incanalando acqua e fango dove si pensava che l'elepoli avrebbe attaccato il giorno seguente. Diogneto riuscì nell'impresa; la torre fu portata proprio in quel punto e si impantanò. Una volta tolto l'assedio, i rodiesi vendettero le armi abbandonate da Demetrio usando i soldi per erigere il Colosso di Rodi.
Demetrio attaccò la città anche con un ariete lungo 55 metri manovrato da 1000 uomini, e ordinò la costruzione di enormi trapani (kórakes), per la foratura delle mura. A causa dell'uso fatto a Rodi delle armi da assedio, a Demetrio fu affibbiato il soprannome di Poliorcete ("l'assediatore").
Nelle epoche successive gli ingegneri di macchine d'assedio continuarono ad usare il nome di elepoli per fare riferimento a torri mobili che trasportavano arieti e che sparavano lance e pietre pesanti, ad esempio quando i Romani distrussero le mura di Gerusalemme.